# 君のナイフ
『君のナイフ』（きみのナイフ）は小手川ゆあによる日本の漫画作品。『スーパージャンプ』（集英社）で連載が開始し、雑誌の休刊・新創刊に伴い第55話から掲載誌を『グランドジャンプPREMIUM』（同社刊）に移した。

## 概要
著者のオリジナル連載作品としては6作目にあたる。全10巻で、著者の作品としては『おっとり捜査』と並ぶ長編。
2009年-2010年ごろの東京都が舞台となる。一般人として本業を持つ人々が影で殺し屋を兼業するという物語。やや社会派な内容も含まれるが、テレパシー能力を持つキャラクターがいるなど非現実的な要素もあり、著者はジャンルを「ファンタジック殺し屋ストーリー」と称している。当初は「派手にドンパチやる」作品にしようと考えていたが、「考えていくうちに一番ドロドロした方向に転がってっちゃった」と著者は語っており、コメディ的なシーンもあるものの暗い雰囲気で進む、後味の悪い結末をたどる作品となった。「成人男性と10代少女のペアが、次々と犯罪に関わることになる」という流れは著者の過去作である『おっとり捜査』、『ARCANA』、『死刑囚042』と重なっている。
単行本カバーの表側は毎巻、作中で語られた「復讐の女神エリニュエス」の偶像が描かれるのみで、絵は全巻同じで巻数表記だけが変わるという仕様になっている。その代わりに帯が通常より太く、そこにキャラクターが描かれる。また、カバーの裏側には毎回キャラクターがペアで描かれる。カバーの表裏は白黒で、帯のみモノカラーになっている。
著者はヤクザの名前に「集英会」という出版社から取った名称を使うことが多く今作でもその名が出てくるが、他作品との世界観のつながりは明示されていない。著者の作品である『Anne・Freaks』のキャラクターが、映画の一シーンとして本編中に登場する。

## ストーリー
「人を殺して500万円もらえるとしたらどうする？ 殺す相手が人殺しとかの犯罪者だったら」
酒の席で見知らぬ美女にそう話しかけられた志貴雪鷹（しき ゆきたか）は、500万なんかじゃ足りないがやれる、と答えた。
高校で臨時教諭を務める志貴は、そんな職では得られない莫大な金を求めて苦しんでいた。子供の頃に両親を亡くした志貴にとって家族は姉だけだが、姉は難病を患い、日々の生命の維持だけで多額の金が必要だった。
悩める志貴は、再び現れた美女に冗談ではなく本当に殺し屋として働くことを促され、悪人を殺すことで姉の命が救えるならとその誘いを受けた。1回目の仕事では、同時に派遣された久住（くずみ）がターゲットを殺し、志貴は手を汚さずに報酬を受け取れることになった。ターゲットの男は自らの娘を世間から隠して監禁しており、志貴たちは娘に殺害現場を目撃されたものの殺すのも躊躇われるからとその娘・山科いつき（やましな いつき）をとりあえずその場から拉致することにした。だが、いつきには触れた相手の心を読み取る能力が備わっており、彼女は志貴が教師であること、久住が刑事であることを瞬時に読み取った。行き場がなく有用な能力を持ついつきを、志貴は自室に住まわせるようになった。
犯罪者への怒りから悪人専門の殺し屋を請け負うようになったという久住は、志貴の事情を知ると、以降も手を汚すのは自分がやるから志貴は同行するだけでいいと言ってくれた。しかし志貴は他人任せにしてはいられないと、2度目の依頼の際には人を殺す覚悟を固めた。殺しの決行の日、結局詐欺グループの首謀者であるというターゲットは久住が殺したが、末端のグループ構成員の青年に現場を目撃されてしまい、志貴は襲いかかってきた青年を殺してしまう。多くの人の人生を破壊した犯罪組織の一端とはいえ、調べれば青年はまだ20歳の若者で、志貴が学校で教える生徒たちとそう変わらない幼い面差しをしていた。初めて人を殺した、それも相手は志貴からすればまだ子供で殺すほどの悪人でもなかったと、志貴は罪悪感に駆られた。
槇原英（まきはら えい）は金銭にも愛情にも恵まれずに育ち、似たような境遇の親友・備前一哉（びぜん かずや）と共にいつしか詐欺グループの構成員になっていた。恵まれた金持ちでありながら詐欺に引っかかる愚か者だと、被害者たちへの憐憫は一切なく、それでもいつかは健全な職に就きたいと望み、金が貯まったら足を洗ってちゃんとした生活をしようと考えていた。しかし備前が志貴によって殺され、英は復讐心にとりつかれた。
やがて英は志貴を見つけ、仇を討とうとしたものの、遂行できずに捕らえられてしまった。志貴は備前殺しを謝罪し、姉が生き抜くための治療費を稼ぎ終えた後には殺してくれてもかまわないからそれまでは待ってくれと訴えた。そして、調査しただけでは書類上のデータしか集まらなかったからと「備前のことを教えて欲しい」と英に頼み、備前の死を背負いたいと言う。英は敵愾心を捨てきれないものの志貴から自分に近しいものを感じ、志貴の言葉を聞き入れ、自らも殺し屋の一員となった。

## 登場人物

### 主要人物
志貴雪鷹（しき ゆきたか）
高校で臨時教諭を務める男性。6歳で父を、12歳で母を亡くし、肉親は姉の夏鹿一人だけとなっている。癌を患った夏鹿の治療費を得るために殺し屋となった。髪の色はスクリーントーンで表現される。
当初は人を殺すことに怯えていたが、次第に銃を用いて一気に5人を殺すなど手早く殺人を行えるようになっていく。殺した相手の姿を幻視し語らうなど、精神的に病んでいく。特に初めて殺した相手である備前の姿を見ることが多く、まともに会話もしたことのない備前の人物像を勝手に作り上げてしまっている。備前のことをもっとよく知りその死を背負わなければという思いのもとで、備前の情報を収集している。生徒や同居人らに対しては穏やかで優しい。8歳から教育を受けていないいつきや、賢いのに貧しさから進学できていなかった英を気にかけ勉強できる環境を整えようとするなど、プライベートでも教師らしい振る舞いを見せる。
両親をなくした直後は、何故自分ばかりがこんな目に遭うのかと他の幸せな家庭を逆恨みし、誰でもいいから殺したいと常にカッターナイフを所持していた。優しく陽気な姉の振る舞いによりその衝動は自然と消えたが、姉が難病を患ったことや自身が殺し屋になってしまったことは、あの頃の殺人衝動への罰ではないかと薄っすらと思っており、そのことがタイトルの由来になっている。いつきのことを、かつて自分を立ち直らせてくれた姉に近しい存在のように感じ、一緒にいることで癒やされている。
東京都杉並区に暮らす。両親を亡くしてからは家庭内の家事を担当していたため料理の腕が高い。
山科いつき（やましな いつき）
18歳の女性。長い黒髪の持ち主。触れた相手の心を読み取る能力を生まれ持ち、その力を恐れた父・山科和男（やましな かずお）に8歳の時から監禁されていた。母親は同時期に行方不明となっており詳細は不明。特殊な生育環境から言動は年不相応に幼い。志貴と出会ってからは彼の部屋に住まわせてもらうようになり、志貴を「先生」と呼び慕うようになる。
父は輸入会社の社長を務める傍らで違法薬物の取引も行い、そのことに気づいた末端の社員を口封じに数名殺しており、能力で全てを知ってしまえるいつきは、監禁のこともあり父を嫌っていた。テレビでしか外部の情報が届かない閉鎖的な環境で育ったために倫理観は独特のものであり、志貴と出会った時には実父の死体を前にして「私もお父さんみたいな悪いやついっぱい殺したい!!」と明るい笑顔で言うほどだった。志貴や久住を「正義の味方」であるという。
心を読み取る際は、素肌に触れずとも服越しでも可能。触れた相手の見た映像や気持ちが流れ込んでくるという。能力は減じたり元に戻ったりと不安定な様子を見せるがその原因はわからず、精神的なものだと思われる。知り合った中国人らには、そのような能力者は「天女」である、あるいは前世が徳の高い「坊主」だったのでは、などと言われるが、いつき自身はテレビで見知った神話の人物「復讐の女神エリニュエス」に例えてほしいと言う。
監禁されていた頃はテレビ漬けの毎日を送り、海外ドラマが特に好きで、志貴の部屋に住むようになってからも熱中している。室内だけの生活が長すぎたため、外に憧れながらも街を歩くことに恐怖心を感じており、志貴たちに連れ添われながらでもおどおどしてしまう。次第に外歩きに慣れていったが、はじめて一人だけで外に出た時には震えが止まらなかった。
久住（くずみ）
警視庁に勤務する男性刑事。裏では殺し屋として殺人を行うが、金目当てではなく得た報酬を志貴に全額投げ渡す。
心を読んだいつきには「いい人だけど怖いところもある人」「怒ってるの よくわからないけど 怒りでいっぱいなのよ」と言われている。英には「潔癖すぎて普通じゃ生きていけないのかもな」と推察された。何故殺し屋になったのか多くは語らないが、刑事として生きるうちに宿った犯罪者への怒りが理由だと思われる。依頼されたターゲットではないが犯罪者を見つけてしまった際には、「捕まえても死刑にはならないかもしれない」からと刑事としてではなく殺し屋として関わることを選び、ターゲットの指定をできないかと上に持ちかけた末に殺した。
刑事としても殺し屋としても優秀で、女性に好かれるタイプだが特定の恋人はいない。秋田出身だが、今では家族もいない。
槇原英（まきはら えい）
20歳の青年。眼鏡をかけている。ヤクザの下位組織である詐欺グループに所属していたが、志貴たちによりグループは壊滅され、殺し屋の一員となる。
母子家庭で育ち、愛情もあまり受けることはなかった。親の醜聞や不潔な身なりから小学校ではいじめに遭っていたが、同じような境遇の備前一哉に助けられ、彼といることで辛い日々を乗り越えていた。高校生の時に中退して家出し、備前と共に詐欺グループのメンバーとなった。頭がよく回り、組織内では好成績を上げていた。
備前を殺した志貴への復讐を誓っていたが、事情を知るうちに志貴を憎めなくなっていく。男に襲われたいつきを守るために咄嗟に人殺しに手を染める。それからは志貴の部屋で暮らすようになったが、それ以前は家出少年・家出少女の拾い癖がある水商売女性「あこさん」のもとで暮らしていた。
保坂守（ほさか まもる）
中年の男性刑事。階級は警部。かつて久住の上司だった。眼鏡をかけている。
本編より2年前にヤクザの集英会の調査を行い組員を何人も刑務所に送り込むという成果を上げたものの、その報復として妊娠中だった妻の真美を拉致された。真美は一週間後に街中を徘徊しているところを保護されたものの、暴行により子供を亡くしており、強制的な薬物の過剰摂取で正気を失い現在も幼児帰りしたような状態のまま治療の日々を送っている。拉致前後の記憶も曖昧なため犯人を逮捕することは叶わなかった。また、保坂は一連の事件が原因で集英会担当から下ろされ新人教育係を任され、実質的には左遷されることとなった。妻は療養のため施設に預けられており、一人暮らしの家は荒んでいる。
妻の拉致を指示した人物らの検挙を行い正当な裁きを下すことを目指していたが、犯人とおぼしき人物らは志貴たち殺し屋によって殺害され、保坂は複雑な怒りを殺し屋たちに対し抱えるようになる。

### 殺し屋の関係者
中河絵梨佳（なかがわ えりか）／リカ
志貴たちを殺し屋としてスカウトした妖艶な美女。殺し屋の連絡係で、殺し屋仲間たちには特に名乗っていないが「お人形みたいだから」とリカと呼ばれている。ウェーブがかった長い黒髪。
普段は大手銀行で受付嬢として働いている。亡くなった父はその銀行の元頭取で、現在は母と田園調布で二人暮らしをしている。生粋のお嬢様である。
報酬の受け渡しをする際はドーナツショップの箱に札束を入れてくる。
久住が好みのタイプであるからと、彼が負傷し身動きが取りづらい時に半ば強引に肉体関係を持った。遊びにすぎずその関係は一時的なものに終わり、情もない。
龑（ヤン）
殺し屋の一員だが、自身は殺しは行わず実行者たちを車で送迎する係。眉が太く目が細めの顔立ち。中国人で、ヤクザに借金して密入国している。心を読んだいつきによれば「お金を返すために悪いこといっぱいやらされてる」が、「いい人よ」とのこと。中国にいる家族も日本に呼び寄せるために金を欲している。

### 刑事
伊藤美香子（いとう みかこ）
新米の女性刑事。保坂のもとで指導を受けている。髪はボブカット。参事官を父に持ち、キャリア組でもないのにいきなり警視庁勤務になり、「参事官は娘に本庁で婿探しさせたいんだ」「腰掛けだろう」と色眼鏡で見られ周囲から遠巻きにされている。実際に父親は、「女が刑事など」と娘の仕事に難色を示しており、スカートとパンプスを身につけて勤務するよう厳命するなどお飾りの立場でいることを望んでいる。本人は刑事として真摯に仕事にあたっており、業務に障りがあるからと靴を職場でスニーカーに履き替えている。
洞察力が高く真面目であるが、要領が悪く事件の参考人に逃げられるなど失敗を重ねてしまい、ますます保坂や久住などの一部の刑事以外からは侮蔑の対象とされていく。
小河原（おがわら）
警視庁の男性刑事で、久住の友人。眼鏡をかけ、髪はスクリーントーンで表現される。妻とはできちゃった結婚で、出産直前に結婚届を提出した。家族がなく交友関係も狭い久住を気にかけ、自分が家族のようになれたらと思い、結婚届の保証人に久住を選ぶほどだった。
児玉（こだま）
警視庁の男性刑事。妻と二人の子供がいる。愛想はないが、周囲から避けられている伊藤にもきちんと対応する。現場で使ったことはなかったが、銃の腕前が良い。

### 主要人物の周辺
志貴夏鹿（しき なつか）
志貴雪鷹の姉。両親が早くに亡くなった後は、長く志貴を養ってくれていた。癌を患っており、明るい調子ながらも死を受け入れている。志貴が夏鹿に黙って取り寄せた有効な抗癌剤は月に45万円もかかるという高額なもので、使い続け夏鹿を生かし続けるためにもと彼は殺し屋となったが、夏鹿は何も知らない。
志貴と久住が殺しで稼いだ金により向こう30年は延命できることになり、その間に医学も進歩するだろうと夏鹿の未来は明るいと終盤に示唆される。
備前一哉（びぜん かずや）
21歳の青年。1988年4月20日生まれ。町田出身。槇原英の親友。小学生の頃は父親に虐待を受けていた。共に家出した英と共に詐欺グループで働いており、恩のあるグループリーダーが志貴たちに殺されている現場に遭遇し、助けようとして志貴に殺害される。以降、備前は志貴の罪を象徴する存在として幻影となって志貴の前にたびたび現れるようになるが、幽霊の類ではなく罪悪感に駆られた志貴の妄想である。
歌子（うたこ）
16歳の少女。怪我のため左目に眼帯をつけている。全身に怪我があるがその理由は語らない。家出をしており「あこさん」を通して英と知り合った。「あこさん」のもとを離れてからは、売春をして男たちの部屋を泊まり歩くようになった。売春などやめろと叱る英に、見下されていると反感を抱く。
シュエ
不法滞在している中国人女性。長い髪をツインテールにしている。姉と共に、不法滞在の乳幼児たちを預かる保育業のようなことを行う傍らで、売春をして生計を立てている。密入国する際にヤクザに対して多額の借金を背負っている。似た境遇にある龑の知人で、いつきと英が行き場をなくした際に二人を一時的に匿った。物言いは直裁的で気が強い。英には日本語が上手いと言われたが、本人は下手であると恥じており、日本で暮らすには不便だろうと思いつつ子供たちに日本語を教えず中国語で接している。
牧師（ぼくし）
教会に務める牧師で名前は不明。教会は様々な慈善事業を手広く行っており、保坂の妻がリハビリの一環で通っている。また、志貴は殺し屋という後ろ暗い方法で稼いだ金を、教会を通して「匿名希望の寄付」として姉の医療費に充てている。物腰穏やかな人物だが、保坂はなにか薄気味悪いものを感じるという。
明言はされていないが、殺し屋たちに指示を行っていた上位組織の一員だとにおわされている。悪人を見つけては殺し屋に依頼して殺させているが、殺し屋たちが依頼の中でミスを重ね「ポイント」が貯まると、口実をつけて他の殺し屋に始末させている。最終話ラスト1ページにて教会を訪れた者にドーナツを振る舞っており、殺し屋たちに金を渡す際に使われるドーナツの箱は牧師経由のものだと暗示されている。

## 単行本
- 小手川ゆあ『君のナイフ』集英社〈スーパージャンプ→グランドジャンプ〉、全10巻
  1. 2010年04月02日発売 ISBN 978-4-08-859829-1
  2. 2010年04月02日発売 ISBN 978-4-08-859830-7
  3. 2010年08月04日発売 ISBN 978-4-08-859847-5
  4. 2010年12月03日発売 ISBN 978-4-08-859865-9
  5. 2011年05月02日発売 ISBN 978-4-08-859884-0
  6. 2011年09月02日発売 ISBN 978-4-08-859897-0
  7. 2012年01月19日発売 ISBN 978-4-08-858785-1
  8. 2012年07月19日発売 ISBN 978-4-08-858791-2
  9. 2012年11月19日発売 ISBN 978-4-08-858794-3
  10. 2013年05月17日発売 ISBN 978-4-08-858799-8